# Bartholomäus Gesius
Bartholomäus Gesius, właściwie Göß (ur. 1562 w Münchebergu k. Frankfurtu nad Odrą, zm. w sierpniu 1613 we Frankfurcie nad Odrą) – niemiecki kompozytor, kantor.

## Życiorys
W latach 1578–1585 studiował teologię na franfurckim Uniwersytecie Viadrina. W 1582 tymczasowo został kantorem w Müncheberg, a w 1587 nauczycielem i muzykiem na Starym Zamku w Bad Muskau na Łużycach Górnych.
W roku 1593 został kantorem w Kościele Mariackim we Frankfurcie nad Odrą, gdzie pracował również jako nauczyciel w szkole miejskiej. Zmarł podczas epidemii dżumy w 1613.
Jest znany jako autor ewangelickich pieśni kościelnych.

## Dzieła
- Geistliche Deutsche Lieder. D. Mart. Lutheri: Und anderer frommen Christen: Welche durchs gantze Jahr in der Christlichen Kirchen zusingen gebreuchlich/ mit vier und fünff Stimmen … * Frankfurt an der Oder: Hartman, 1601
- Enchiridium etlicher deutscher und lateinischer Gesänge. Frankfurt an der Oder: Hartman, 1603
- Hymni Patrum Cum Canticis Sacris, Latinis Et Germanicis, De Praecipuis Festis Anniversariis: Quibus Additi Suntet Hymni Scholastici Ad Duodecim Modos Musicos in utroq[ue] cantu, Regulari scilicet ac Transposito, singulis horis per totam septimanam decantandi, cum cantionibus Gregorianis … Frankfurt an der Oder: Hartman, 1609